# Федеральное агентство по печати и массовым коммуникациям
Федера́льное аге́нтство по печа́ти и ма́ссовым коммуника́циям  (Роспеча́ть) — федеральный орган исполнительной власти в структуре Правительства Российской Федерации, существовавший с 2004 по 2020 год.
С 2004 по 2008 гг. находилось в ведении Министерства культуры и массовых коммуникаций Российской Федерации, а с 2008 г. — Министерства информационных технологий и связи Российской Федерации (с 9 сентября 2020 г. Министерство цифрового развития, связи и массовых коммуникаций Российской Федерации).

## Описание
Образовано Указом Президента Российской Федерации 9 марта 2004 года в ходе административной реформы 2004 года при ликвидации Министерства Российской Федерации по делам печати, телерадиовещания и средств массовых коммуникаций (МПТР РФ). Тогда же из функций ведомства были выведены разработка госполитики и законотворчество (перешли в компетенцию министерства), надзорные и контрольные функции (перешли в компетенцию Роскомнадзора). Роспечать осуществляет функции по оказанию государственных услуг в медиасфере, управлению государственным имуществом в сфере печати, СМИ и массовых коммуникаций, издательской и полиграфической деятельности, финансированию государственных телерадиокомпаний, информагентств, а также других государственных федеральных СМИ, инфраструктурных компаний медиаотрасли, грантовой поддержки в области электронных и печатных СМИ, а также книгоиздания. Осуществляет финансирование телекомпаний 1 и 2 мультиплексов на распространение сигнала в городах с населением менее 100 тыс. человек.
Роспечать оказывала финансовую поддержку на реализацию социально значимых проектов в области печатных и электронных СМИ, книгоиздания, чтения и популяризации российской литературы за рубежом. Реализовывала программы поддержки и продвижения национальных литератур народов России, финансирование переводов на иностранные языки произведений, созданных на языках народов России. Субсидии предоставлялись также издательствам и издающим организациям на выпуск периодических печатных изданий, книг, учебников и учебных пособий для инвалидов по зрению, периодики для инвалидов.
Указом Президента Российской Федерации от 20 ноября 2020 года № 719 «О совершенствовании государственного управления в сфере цифрового развития, связи и массовых коммуникаций» Роспечать упразднена, а ее функции переданы Министерству цифрового развития, связи и массовых коммуникаций Российской Федерации (Минцифры). Глава Роспечати был освобождён от своей должности 26 апреля 2021 года.

## Мероприятия
Роспечать организовывало и участвствовало в разработке и проведении мероприятий, направленных на реализацию государственной политики в области: 
- телерадиовещания, сети Интернет, внедрения цифровых технологий, развития и модернизации спутниковых, наземных кабельных и эфирных сетей;
- печатных СМИ, распространения периодических печатных изданий, книгоиздания и пропаганды чтения и книги;
- патриотического воспитания граждан Российской Федерации, борьбы с терроризмом, экстремизмом, противодействия незаконному обороту и употреблению наркотических средств.

При поддержке Роспечати проходили конкурсы и премии:
- телевизионные конкурсы и фестивали «ТЭФИ-Содружество», «ТЭФИ-Регион», «Спасти и сохранить», «СМИ против коррупции», фестиваль детского телевидения и многие другие;
- Национальная литературная премия «Большая книга»;
- Национальный конкурс «Книга года»;
- «Премия Рунета» — общенациональная награда в области высоких технологий и Интернета;
- Международный конкурс юных чтецов «Живая классика»;
- Национальный конкурс на лучшее произведение для детей и подростков «Книгуру»;
- премия «Читай Россию/Read Russia» — российская премия за лучший перевод произведений русской литературы на иностранные языки;
- Международный конкурс государств-участников СНГ «Искусство книги»;
- Всероссийский конкурс книжной иллюстрации «Образ книги»;
- Международный мультимедийный фестиваль «Живое слово»;
- конкурсы, посвященные патриотическому воспитанию граждан и поддержанию института семейных ценностей: «Вызов XXI век», «Семья и будущее России», «Щит России», «Слава России», «Патриот России»;
- конкурсы, посвященные краеведческой и региональной тематике: «Сибирь — территория надежд», «Малая Родина», «Моя малая Родина» и другие.

Роспечать организовывала и финансово поддерживала проведение международных книжных ярмарок, проходящих в России (Московская международная книжная выставка-ярмарка, Международная ярмарка интеллектуальной литературы «Non/fiction», Санкт-Петербургский международный книжный салон), а также обеспечивала российское участие в крупнейших международных книжных выставках-ярмарках, таких как: Франкфуртская книжная ярмарка (Германия), Лондонская международная книжная ярмарка (Великобритания), Международная книжная ярмарка в Нью-Йорке (США), Парижский книжный салон (Франция), Международная книжная ярмарка в Гаване (Куба), Международная выставка детской книги (Болонья, Италия), Международная книжная ярмарка в Белграде (Сербия), Пекинская книжная ярмарка (Китай), Международная книжная и полиграфическая ярмарка «По Великому Шелковому пути» в Алма-Ате (Казахстан) и др.
Ежегодно десятки конгрессов, форумов и фестивалей в сфере медиаиндустрии проходили при поддержке Роспечати: Международный конгресс национальной ассоциации телерадиовещателей, Международный конгресс российской академии радио, Международный форум «Издательский бизнес», Российский интернет-форум, Фестиваль детского телевидения, Всероссийский фестиваль телевизионных сюжетов, программ и фильмов о жизни людей с инвалидностью «Смотри на меня как на равного» и многие другие. Также агентство поддерживает участие России в международных конгрессах, которые ежегодно проводит Всемирная ассоциация издателей газет и новостей (WAN-IFRA).
Указами Президента РФ от 12 июня 2014 г. № 426 и от 27 июня 2014 г. № 474 Роспечати поручено организационно обеспечить подготовку и проведение Года литературы в 2015 году. 
По инициативе и поддержке Федерального агентства по печати и массовым коммуникациям совместно с Российским книжным союзом и другими отраслевыми организациями с 25 по 28 июня на Красной площади прошел Московский фестиваль «Книги России».

## Подведомственные организации
Подведомственными организациями Роспечати являлись:
- ФГУП ВГТРК (телеканалы «Россия-1», «Россия-2», «Россия-К», «Россия-24» и др., радиостанции «Радио России», «Маяк», «Вести ФМ» и др., интернет-проекты Sportbox.ru, Вести.ru, Страна.ru и др.);
- ФГУП МИА «Россия сегодня» (информационное агентство и российская международная многоязычная информационная телевизионная компания «RT»);
- ФГУП РТРС (государственная компания — оператор эфирной теле- и радиопередающей сети страны);
- ФГУП ТТЦ «Останкино» (телевизионный технический центр, обеспечивающий техническими средствами почти 200 вещательных компаний);
- ФГБУ "Редакция «Российской газеты» (официальный печатный орган Правительства Российской Федерации);
- ФГБОУ «Академия медиаиндустрии» (государственное образовательное учреждение повышения квалификации работников телевидения и радиовещания);
- ФГБУ «Российский Государственный музыкальный телерадиоцентр» (государственное учреждение по организации, производству и распространению музыкальных и культурно-просветительских программ, объединяющее в единую структуру радиостанцию классической музыки «Орфей», различные музыкальные коллективы, а также продюсерский центр) и другие.

Также финансировало деятельность ФГУП «Информационное телеграфное агентство России (ИТАР-ТАСС)», АНО «Общественное телевидение России», АО «Первый канал» и пр.

## Предшествовавшие структуры
- Комитет по печати при Совете Министров СССР (до 1 августа 1972 года).
- Государственный комитет Совета Министров СССР по делам издательств, полиграфии и книжной торговли (Госкомиздат СССР) (с 1 августа 1972 года по 27 июня 1989 года).
- Государственный комитет СССР по печати (Госкомпечать СССР) (с 27 июня 1989 года по 13 апреля 1991 года).
- Министерство информации и печати СССР (с 13 апреля 1991 года по 28 ноября 1991 года).
- Министерство печати и информации РСФСР (с 28 ноября 1991 года по 31 января 1992 года).
- Министерство печати и информации Российской Федерации (Мининформпечать России) (с 31 января 1992 года по 22 декабря 1993 года).
- Федеральная служба по телевидению и радиовещанию (с 7 мая 1994 г. по 6 июля 1999 г.).
- Комитет Российской Федерации по печати (с 22 декабря 1993 года по 14 августа 1996 года).
- Государственный комитет Российской Федерации по печати (с 14 августа 1996 года по 6 июля 1999 года).
- Министерство Российской Федерации по делам печати, телерадиовещания и средств массовых коммуникаций (с 6 июля 1999 года по 9 марта 2004 года, с присоединением Федеральной службы по телевидению и радиовещанию).
- Федеральное агентство по печати и массовым коммуникациям (с 9 марта 2004 года, в составе Министерства культуры и массовых коммуникаций Российской Федерации по 12 мая 2008 года, в ведении Министерства связи и массовых коммуникаций Российской Федерации с 12 мая 2008 года).

## Руководители
- М. Н. Полторанин (с 1991 по ноябрь 1992)
- М. А. Федотов (с декабря 1992 по август 1993)
- В. Ф. Шумейко (сентябрь—ноябрь 1993)
- Б. С. Миронов (с декабря 1993 по сентябрь 1994)
- А. Н. Яковлев (с 2 декабря 1993 по 17 марта 1995)
- В. В. Лазуткин (с 17 марта 1995 по 6 июля 1999)
- С. П. Грызунов (с сентября 1994 по июль 1995)
- И. Д. Лаптев (с 1995 по 1999)
- М. Ю. Лесин (с июля 1999 по июль 2004)
- М. В. Сеславинский (с марта 2004 по апрель 2021).